# Microdus nitidulus
Microdus nitidulus là một loài rêu trong họ Dicranaceae. Loài này được Mitt. Paris mô tả khoa học đầu tiên năm 1897.